# FK5

Die vom Katalog erfassten Objekte im Vergleich zum gesamten Firmament. Farblegende siehe Beschreibungsseite

Der FK5, vollständiger Titel: Fifth Fundamental Catalogue (fünfter Fundamentalkatalog), ist der wichtigste Fundamentalkatalog der Astronomie der letzten 20 Jahre und hat bis etwa 2010 das himmlische (zälestische) Koordinatensystem definiert. Der FK6 ersetzte seit 2000 FK5. FK6 enthält weniger Sterne, dafür deutlich genauer vermessen als in FK5.
FK5 diente der Astronomie und der Geodäsie seit 1988 als die genaueste Realisierung eines Bezugssystems für die Koordinaten Rektaszension und Deklination. Mit seinen zugrundeliegenden Konstanten stellte er auch ein präzises Modell für Aufgaben im Planetensystem bereit sowie als weitgehendes Inertialsystem für die extragalaktische Astronomie.
Der FK5 enthält 1535 Fundamentalsterne (d. h. auf mindestens 0,05″ genau vermessene Sterne) und 3117 Supplementsterne (Ergänzung, publ. 1991) Diese Sternörter wurden aus Dutzenden Vorgängerkatalogen und mit neuen relativen und absoluten Methoden der Astrometrie ermittelt. Die Messungen verschiedener Epochen wurden auf die beiden Standardepochen B1950.0 und J2000.0 transformiert.
Die 1535 Sterne gehen auf den Vorgängerkatalog FK4 (Heidelberg 1963) und auf weitere 3115, etwas weniger genau bestimmte Sterne zurück. Insgesamt weisen sie eine nahezu homogene Verteilung und Genauigkeit (besser als 0,05″) über den ganzen Himmel auf.
Im System sind auch genaue Eigenbewegungen jedes Sterns enthalten. Sie beruhen teilweise auf Messungen bis 100 Jahre zurück, sodass die Positionen einige Jahrzehnte weit in die Zukunft und in die Vergangenheit umgerechnet werden können.
Sie beziehen sich mit großer Genauigkeit auf ein ruhendes („inertiales“) System. Es musste beim Übergang vom FK4 nur um etwa 0,01″ geändert werden.
| Kurzname         | Sternanzahl | Titel                                                            | Publiziert | Messung Örter | Messung Eigenbewegungen | Überdeckung                                              |
| ---------------- | ----------- | ---------------------------------------------------------------- | ---------- | ------------- | ----------------------- | -------------------------------------------------------- |
| Auwers, A., 1879 | 539         | Fundamentalkatalog für Zonenbeobachtungen am Nördl. Himmel       | 1879       | Ø 1860        | ≈1850–1870              | bis Dekl.= −10° Anm. 1                                   |
| Peters, J., 1907 | 925         | Neuer FK Berliner Astr.Jahrbuch nach den Grundlagen von Auwers   | 1907       | Ø 1880        | 1745–1900               | bis Dekl.= −89°                                          |
| FK3              | 873         | Dritter Fundamentalkatalog des Berliner Astronomischen Jahrbuchs | 1937       | 1912–1915     |                         | ab hier über ganzen Himmel, mit Epochen 1900, 1950, 2000 |
| FK3sup           | 662         | (Zusatzsterne, Band II)                                          | 1938       | Ø 1913        | 1845–1930               | ab hier über ganzen Himmel, mit Epochen 1900, 1950, 2000 |
| FK4              | 1.535       | Fourth Fundamental Catalogue                                     | 1963       | Ø 1950        |                         | ab hier über ganzen Himmel, mit Epochen 1900, 1950, 2000 |
| FK4sup           | 1.111       | Supplement Stars FK4/5                                           | ≈1965      |               |                         | ab hier über ganzen Himmel, mit Epochen 1900, 1950, 2000 |
| FK5              | 1.535       | Fifth Fundamental Catalogue                                      | 1988       | Ø 1975        |                         | ab hier über ganzen Himmel, mit Epochen 1900, 1950, 2000 |
| FK5sup           | 3.117       | Supplement Stars of FK5                                          | 1991       |               |                         | ab hier über ganzen Himmel, mit Epochen 1900, 1950, 2000 |
| Hipp. Anm. 2     | 118.000     | Hipparcos-Katalog                                                | 1998       | 1989–1993     | 1989–1993               | ab hier über ganzen Himmel, mit Epochen 1900, 1950, 2000 |
| FK6              | 4.150       | Sixth Catalogue of Fundamental Stars                             | 1999, 2000 | Ø 1992        |                         | ab hier über ganzen Himmel, mit Epochen 1900, 1950, 2000 |